# Nieuw-Zweden
Nieuw-Zweden of Nya Sverige was een Zweeds-Finse kolonie in Noord-Amerika van 1638 tot 1655, rondom de huidige stad Philadelphia. De huidige Amerikaanse staten Delaware en Pennsylvania zijn vanuit deze voormalige Zweedse kolonie ontstaan.
Halverwege de zeventiende eeuw was Zweden een Europese grootmacht geworden, met territoria in het huidige Rusland, Finland, Duitsland, Estland en Letland. Om de Engelse en Franse handelsmonopolies in Noord-Amerika te omzeilen, werd in 1637 een handelsmaatschappij opgericht die in handen was van Zweedse, Duitse en Nederlandse aandeelhouders: de Compagnie Nieuw-Zweden. Initiatiefnemer was Peter Minuit, die met de eerste twee schepen met kolonisten vertrok in 1637 vanuit Göteborg. Ze arriveerden in maart 1638 bij de Delaware Bay, die opgeëist was door Nieuw-Nederland. De Zweden en Finnen bouwden Fort Christina, genoemd naar koningin Christina van Zweden, waar nu de stad Wilmington ligt.
Om een conflict over land met de Hollanders te vermijden, bleven de kolonisten ten westen van de rivier de Delaware. Het was op die plek dat Peter Minuit, de eerste gouverneur van de kolonie, het land van de lokale indianen opkocht. De gebieden die van eigenaar wisselden lagen in de huidige drie staten Maryland, Delaware en Zuidoost-Pennsylvania. De volgende twaalf jaar arriveerden nog zeshonderd Zweden en Finnen in Nya Sverige; de kolonie bestond tegen 1643 voornamelijk uit boerderijen langs de Delaware.
In 1654 probeerden de Zweden om de Nederlandse kolonie te veroveren met de bezetting van Fort Casimir, maar gouverneur Peter Stuyvesant sloeg in 1655 terug en nam de twee Zweedse forten in, waarmee Nieuw-Zweden werd geannexeerd bij de Nederlandse kolonie. De Zweden behielden ten westen van de Delaware een zekere mate van autonomie, totdat Nieuw-Nederland in oktober 1664 werd verslagen door de Engelsen en de kolonie ophield te bestaan. In 1682 werd het gebied door William Penn officieel bij de in 1681 opgerichte staat Pennsylvania gevoegd.

## Gouverneurs
Gouverneurs van de kolonie waren:
- Peter Minuit (1638)
- Måns Nilsson Kling (1638-1640)
- Peter Hollander Ridder (1640-1643)
- Johan Björnsson Printz (1643-1653)
- Johan Papegoya (1653-1654)
- Johan Rising (1654-1655)

## Gerelateerde onderwerpen
- Britse kolonisatie van Noord-Amerika
- Delaware
- Nieuw-Nederland